# (39802) Ivanhlinka
1997 UO9 (asteroide 39802) é um asteroide da cintura principal. Possui uma excentricidade de 0.09041970 e uma inclinação de 1.10475º.
Este asteroide foi descoberto no dia 29 de outubro de 1997 por Lenka Kotková em Ondřejov.